# Mart de Kruif
Mart de Kruif, nizozemski general, * 1. september 1958, Apeldoorn.

## Življenjepis
Leta 1977 je diplomiral na Kraljevi nizozemski vojaški akademiji in nato vstopil v Kraljevo nizozemsko kopensko vojsko. 
Leta 2007 je postal poveljnik 43. mehanizirane brigade in 1. novembra 2008 je postal poveljnik Regionalnega poveljstva Jug v Afganistanu v sklopu misije ISAF; na tem položaju je ostal vse do 1. novembra 2009, ko ga je zamenjal britanski generalmajor Nick Carter.
Med leti 2011 in 2016 je bil poveljnik nizozemske kopenske vojske.